# Elkton (Tennessee)
Pour les articles homonymes, voir Elkton.
Elkton est une municipalité américaine située dans le comté de Giles au Tennessee.
Selon le recensement de 2010, Elkton compte 578 habitants. Située sur les rives de l'Elk, la municipalité s'étend sur 2,16 milles carrés (5,59 km2).
La localité est fondée dans les années 1800 par James et William Price. Elle doit son nom aux wapitis (en anglais : elks) qui peuplaient en nombre la région. Quelques années plus tard, William Purnell fonde une nouvelle localité, appelée Lower Elkton, qui correspond à l'actuelle Elkton. La ville se développe grâce à sa situation sur la route entre Nashville et Huntsville. Cependant, en 1902, Elkton est en grande partie détruite par des inondations.